# Carpinus londoniana
Carpinus londoniana är en björkväxtart som beskrevs av Hubert J.P. Winkler. Carpinus londoniana ingår i släktet avenbokar, och familjen björkväxter.

## Underarter
Arten delas in i följande underarter:
- C. l. lanceolata
- C. l. latifolius
- C. l. londoniana
- C. l. xiphobracteata